# Elise Hunziker
Friederike Rosalie Elise Hunziker (* 15. März 1860 in Oberkulm; † 28. Juni 1935 im Herosé-Stift in Aarau) war eine schweizerische Blumen- und Früchtemalerin. Sie wurde durch Aquarelle, die sie für den Aarauer Politiker und Orchideensammler Gottfried Keller malte, bekannt.

## Leben
Elise Hunziker wurde 1860 in Oberkulm, als Tochter eines Bezirksamtmannes geboren. Nach der Ausbildung zur Lehrerin am Aarauer Lehrerinnenseminar (der Vorläuferschule der heutigen Neuen Kantonsschule Aarau), wirkte sie in der Umgebung von Aarau als Lehrerin. Danach arbeitete sie in Frankreich und England als Erzieherin. Auf diese Weise konnte sie sich die Mittel erwerben, um 1891 an der Großherzoglichen Malerinnenschule in Karlsruhe zu studieren.
Anschließend kehrte sie nach Aarau zurück, wo sie von 1902 bis 1930 Englisch unterrichtete. Nebenbei führte sie ein Atelier als eine Art Freizeitwerkstatt. Außerdem unterrichtete sie weiterhin als Privat- und Mallehrerin. Sie interessierte sich hauptsächlich für die Abbildung von Pflanzen und Früchten. Zu dieser Zeit malte sie für den Aarauer Politiker und Orchideensammler Gottfried Keller Pflanzen, die er selber zuvor gesucht hatte oder ihm aus allen Ländern für sein wissenschaftliches Werk zugeschickt worden waren. Diese Sammlung wird heute im Aarauer Naturama aufbewahrt.